# Spettacolo di varietà
Spettacolo di varietà (The Band Wagon) è un film del 1953 diretto da Vincente Minnelli, con Fred Astaire e Cyd Charisse.
Nel 1995 è stato scelto per essere conservato nel National Film Registry della Biblioteca del Congresso degli Stati Uniti.

## Trama
Un ballerino ed attore, un tempo rinomato, Tony Hunter, che da qualche anno non prende parte a spettacoli, si trova in ristrettezze economiche. Va New York a trovare Lester e Lily Marton, suoi buoni amici, che gli propongono di essere l'interprete di una loro rivista. Il produttore-regista sarà un uomo di talento, che gode di ottima fama, Jeffrey Cordova. Questi ingaggia come ballerina un'artista assai nota, Gabrielle Gerard e trasforma il copione, facendo della rivista musicale quasi una versione moderna del Faust. Benché non approvi le idee di Cordova, Tony partecipa, come interprete, alla rivista, che alla prima rappresentazione a New York si rivela un insuccesso. Cordova deve riconoscere che Tony aveva ragione. La rivista sarà rifatta secondo le idee di Marton e realizzata con la direzione di Tony. Per procurarsi il denaro necessario, Tony vende alcuni quadri, ultimo avanzo della sua passata agiatezza. Rappresentata in provincia, la nuova rivista è accolta favorevolmente: a New York il successo è trionfale. Tony è felice: oltre al successo artistico, ha conquistato il cuore di Gabrielle.

## Produzione
Il film, che fu prodotto dalla Metro-Goldwyn-Mayer (MGM) (Loew's Imcorporated) usando i titoli di lavorazione Strategy of Love e I Love Louisa, fu girato negli studios della casa di produzione al 10202 di W. Washington Blvd., a Culver City. Le riprese durarono dal 9 ottobre 1952 fino a metà gennaio 1953.
La MGM aveva acquistato in origine un racconto di Peter Viertel dal titolo Strategy of Love consegnandolo a Betty Comden e Adolph Green perché lo adattassero per lo schermo. Alla fine, il testo di Viertel fu messo da parte a favore di un soggetto originale degli stessi Comden e Green.

## Distribuzione
Il copyright del film, richiesto dalla Loew's Inc., fu registrato il 3 luglio 1953 con il numero LP2715.
Distribuito dalla Metro Goldwyn Mayer, il film fu presentato in prima a New York il 9 luglio 1953, uscendo poi nelle sale USA il 7 agosto. Il 9 ottobre, fu distribuito in Australia e il 26 dicembre, in Giappone. Nel 1954, fu distribuito in Francia (3 febbraio), in Italia (27 febbraio), Svezia (12 aprile), Portogallo (15 aprile), Danimarca (26 aprile), Austria (7 maggio), Germania Ovest (21 maggio), Hong Kong (24 giugno), Argentina (13 luglio), Finlandia (27 agosto), Turchia (in dicembre).